# Helgoland (Anton Bruckner)
Helgoland, WAB 71, une cantate profane d'Anton Bruckner pour orchestre et chœur de voix d'hommes.

## Historique
L'œuvre a été composée en 1893, sur commande du Chœur d'hommes de Vienne pour célébrer son cinquantième anniversaire. Elle constitue donc, si l'on tient compte de l'inachèvement de la Neuvième symphonie, la dernière œuvre complète de Bruckner.
On ne sait pas si Bruckner a lui-même choisi le sujet de l'œuvre ou s'il se plia sur ce point à la commande qui lui était faite. Le texte chanté est un poème d'August Silberstein (Bruckner avait déjà mis cet auteur en musique avec Germanenzug en 1865) : le peuple saxon de l'île d'Heligoland est menacé par l'invasion des Romains, mais une intervention divine vient les sauver. Elle était en tous cas d'actualité, puisque l'île venait d'être rendue par la Grande-Bretagne à l'Allemagne, en 1890.
L'œuvre a été exécutée le 8 octobre 1893 par le Chœur d'hommes de Vienne et l'Orchestre philharmonique de Vienne sous la baguette d'Eduard Kremser dans la Winterreitschule de la Hofburg,. 
Bruckner procura le manuscrit à l'Österreichische Nationalbibliothek. L'œuvre a été d'abord éditée en réduction avec accompagnement de piano par Cyrill Hynais en 1893. La partition avec orchestre a été publiée de manière posthume par Doblinger, Vienne, en 1899,. Elle est éditée dans le Volume XXII/2, no 8 de la Gesamtausgabe.

## Texte
Le texte est extrait de Mein Herz in Liedern d'August Silberstein.
| Hoch auf der Nordsee, am fernesten Rand, erscheinen die Schiffe, gleich Wolken gesenkt; in wogenden Wellen, die Segel gespannt, zum Eiland der Sachsen der Römer sich lenkt! O weh um die Stätten, so heilig gewahrt, die friedlichen Hütten, von Bäumen umlaubt! Es wissen die Siedler von feindlicher Fahrt! Was Lebens noch wert, auch Leben sie raubt! So eilen die Zagen zum Ufer herbei, was nützet durch Tränen zur Ferne geblickt; da ringet den Besten vom Busen sich frei die brünstige Bitte zum Himmel geschickt: Der du in den Wolken thronest, den Donner in deiner Hand, und über Stürnen wohnest, sei du uns zugewandt! Lass toben grause Wetter, des Blitzes Feuerrot, die Feinde dort zerschmetter! Allvater! Ein Erretter aus Tod und bitt'rer Not! Vater! Und siehe, die Welle, die wogend sich warf, sie steiget empor mit gischtenden Schaum, es heben die Winde sich sausend und scharf, die lichtesten Segel verdunkein im Raum! Die Schrecken des Meeres sie ringen sich los, zerbrechen die Maste, zerbersten den Bug; Der flammenden Pfeile erblitzend Geschoss, das trifft sie in Donners hinhallendem Flug. Nun, Gegner, Erbeuter, als Beute ihr bleibt, gesunken zu Tiefen, geschleudert zum Sand, das Wrackgut der Schiffe zur Insel nun treibt! O Herrgott, dich preiset frei Helgoland! | Aux horizons les plus lointains de la mer du Nord Des vaisseaux apparaissent dans les brumes ; Parmi les calmes vagues, les voiles tendues, Les Romains s'approchent de l'île des Saxons. Malheur à ces lieux saints, jusqu'alors préservés, Les huttes paisibles entourées d'arbres ! Les habitants prennent conscience de cette attaque ennemie, Qui dérobe tout ce qui est digne de vivre, et même la vie ! Même les hésitants se précipitent vers la côte, Regarder les larmes aux yeux n'a pas de sens ; Dès lors, des meilleures poitrines Une prière s'élève vers le ciel : Toi, qui trônes parmi les nuages, Qui as le tonnerre dans les mains Et commandes les tempêtes, Sois-nous bienveillant ! Fais mugir la tempête Et le feu des éclairs, Pour écraser nos ennemis ! Père de tous ! Notre sauveur de la mort Et de l'amère adversité ! Père ! Et voyez, les vagues s'intensifient, Se lèvent et se couvrent d'écume, Les vents se lèvent et mugissent, Même les voiles les plus claires s'obscurcissent ! Les horreurs de l'océan se déchaînent Et détruisent les mats et les proues ; Les flèches incendiaires des éclairs Les attaquent, accompagnées par le tonnerre. Vous, l'ennemi ravisseur, capturé par les flots, Sombrez maintenant dans les sables du fond de l'océan, Et les épaves de vos vaisseaux flottent vers l'île ! O Seigneur, Helgoland libéré te glorifie ! |

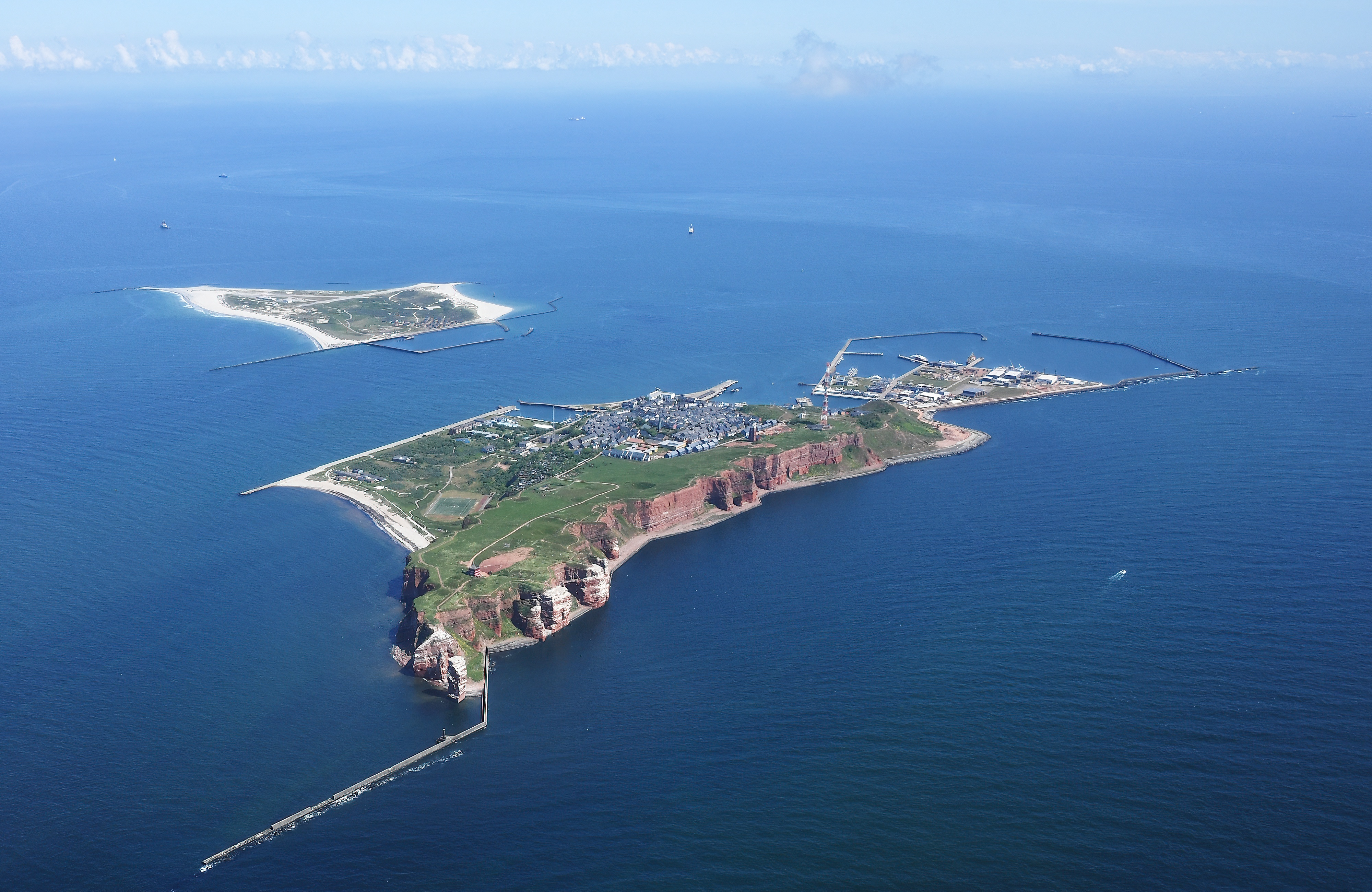
Vue aérienne d'Heligoland.
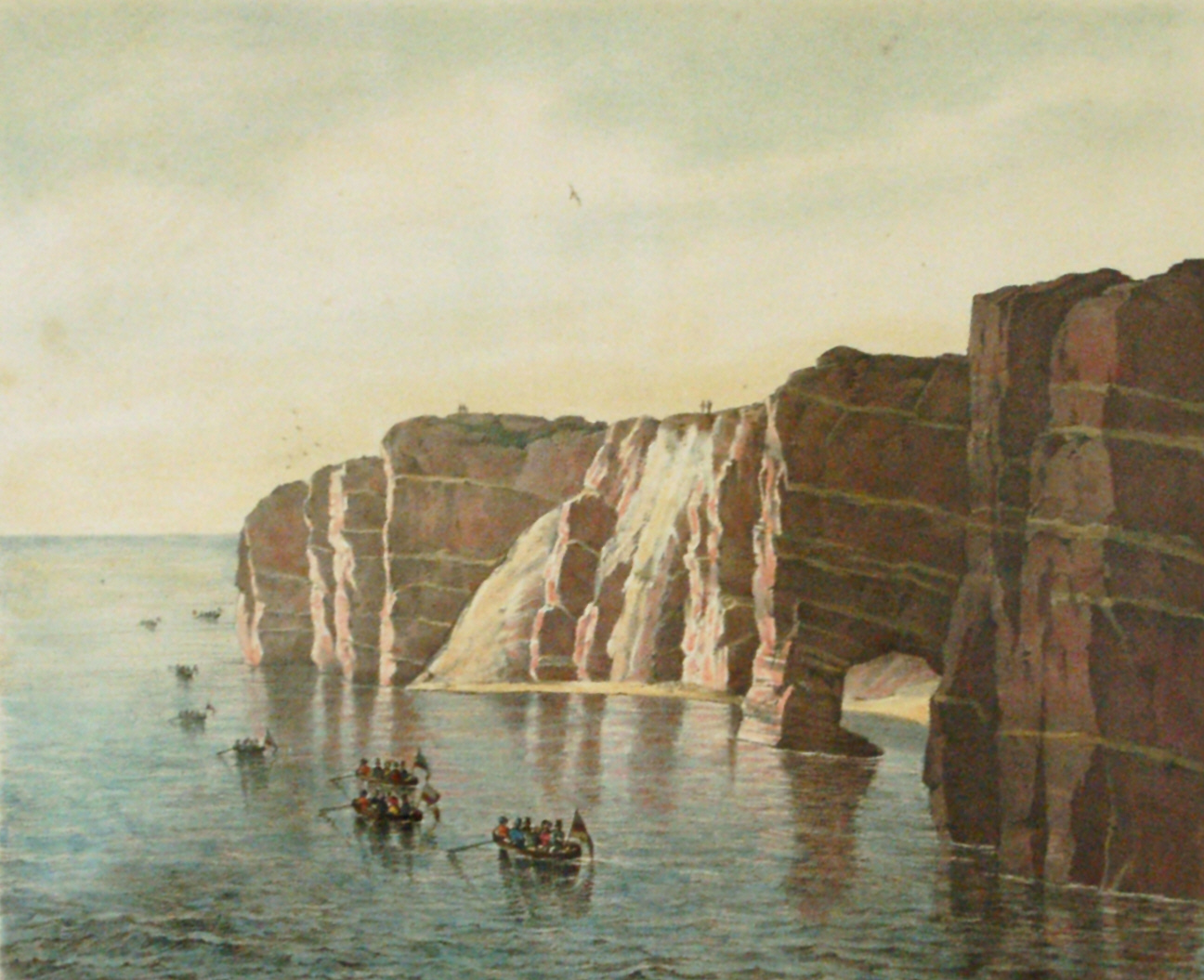
Les falaises d'Heligoland.
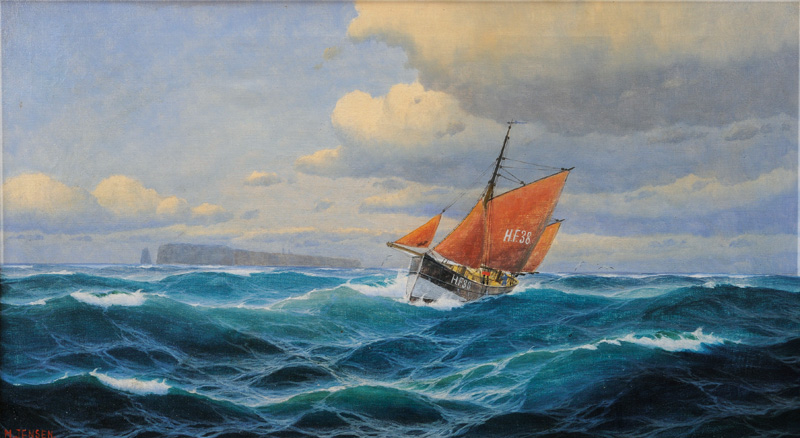
Tempête près d'Heligoland.

## Composition
L'œuvre de 317 mesures en sol mineur, conçue pour chœur d'hommes (TTBB) et orchestre (2 flûtes, 2 hautbois, 2 clarinettes, 2 bassons, 4 cors, 3 trompettes, 3 trombones, contretuba, timbales, cymbales et cordes), est en forme sonate en trois parties avec coda. 
La pièce, pleine de vigueur voire de ferveur, porte plus encore que les autres œuvres de Bruckner la marque de l'influence de Wagner. L'introduction orchestrale décrit d'emblée l'atmosphère de tempête et la destinée, qui ressortent du texte. La 1re partie (les trois premières strophes) décrit l'approche des ennemis et l'incitation à la prière, la partie centrale (les deux strophes suivantes) l'invocation de la déité, et la troisième partie (reprise avec développement) la tempête et le naufrage des ennemis. La coda sur le dernier vers « O Herrgott, dich preiset frei Helgoland! » avec un coup de cymbales vers la fin (mesure 309), est un hymne à la divinité.
Durée : environ 13 minutes.

## Discographie
Helgoland n'est que très peu enregistré, vraisemblablement à cause de son texte, un poème à contenu patriotique pangermanique, mais aussi des exigences d'exécution, à savoir un orchestre symphonique et un grand chœur d'hommes professionnel.
Fritz Oeser en a fait une adaptation pour chœur mixte et orchestre avec un nouveau texte „Dröhne, du Donner“ (Rugis, Tonnerre !), dans le but de faire exécuter l'œuvre plus souvent,. Aucun enregistrement de cette adaptation n'a jusqu'ici été réalisé.
Même les plus grands brucknériens semblent avoir négligé cette œuvre, bien que Daniel Barenboim l'ait enregistré à deux reprises, lors de l'exécution des symphonies de Bruckner avec l'Orchestre symphonique de Chicago et avec l'Orchestre philharmonique de Berlin.
Il n'en existe actuellement que quatre enregistrements commerciaux :
- Wyn Morris en 1977 avec Das Liebesmahl der Apostel de Wagner, avec l'Ambrosian Male Voice Chorus et l'orchestre symphonique de Londres ; réédité par Klassic Haus : KHCD-2012-043 avec la Symphonie no 6 par Heinz Bongartz
- Daniel Barenboim avec le Chœur et l'Orchestre symphonique de Chicago en 1979, enregistrement couplé avec la symphonie en ré mineur et réédité en coffret avec l'intégrale des symphonies chez DGG
- Daniel Barenboim avec le Ernst-Senff-Chor et l'Orchestre philharmonique de Berlin en 1992, enregistrement couplé avec la symphonie no 1 et réédité en coffret avec l'intégrale des symphonies chez Teldec
- Alberto Hold-Garrido, Choruses for Male Voices and Orchestra, Lund Student Singers & Orchestre de l'opéra de Malmö, CD Naxos: 8572871, 2012

NoteUn enregistrement inédit supplémentaire par Takashi Asahina avec l'Orchestre Philharmonique d'Osaka peut être téléchargé du site de John Berky. D'autres enregistrements inédits par, entre autres, Gennadi Rozhdestvensky et Neeme Järvi sont conservés dans la Bruckner Archive.

 Helgoland  a été aussi exécuté à la Brucknerfest 2022 (Brucknerfest 2022 - Krieg und Frieden (29-09-2022)). Un enregistrement est disponible dans la Bruckner Archive.

## Sources
- Anton Bruckner – Sämtliche Werke, Band XXII/2: Kantaten und Chorwerke II (1862–1893), Musikwissenschaftlicher Verlag der Internationalen Bruckner-Gesellschaft, Franz Burkhart, Rudolf H. Führer et Leopold Nowak (Éditeurs), Vienne, 1987 (Aussi sur IMSLP: Neue Gesamtausgabe, XXII/2. Kantaten und Chorwerke Teil 2: Nr. 6-8)
- Uwe Harten, Anton Bruckner. Ein Handbuch. Residenz Verlag, Salzbourg, 1996.  (ISBN 3-7017-1030-9).
- Cornelis van Zwol, Anton Bruckner - Leven en Werken, Thot, Bussum (Pays-Bas), 2012.  (ISBN 90-686-8590-2)